# 익명 함수
익명 함수(Anonymous function)는 컴퓨터 프로그래밍에서 식별자에 바인딩되지 않은 함수 정의이다. 익명 함수는 종종 고차 함수에 전달되거나 함수를 반환해야 하는 고차 함수의 결과를 구성하는 데 사용되는 인수이다. 함수가 한 번만 사용되거나 제한된 횟수로 사용되는 경우 익명 함수는 명명된 함수를 사용하는 것보다 구문적으로 더 가벼울 수 있다. 익명 함수는 함수형 프로그래밍 언어와 일급 함수를 사용하는 기타 언어에서 어디에나 존재하며, 리터럴이 다른 데이터 유형에 대해 수행하는 것과 동일한 역할을 함수 유형에 대해 수행한다.
익명 함수는 전자 컴퓨터 이전인 1936년에 모든 함수가 익명인 람다 미적분학을 발명한 알론조 처치의 작업에서 유래되었다. 여러 프로그래밍 언어에서는 익명 함수가 람다 키워드를 사용하여 도입되며 익명 함수를 종종 람다 또는 람다 추상화라고 한다. 익명 함수는 1958년 리스프 이후 프로그래밍 언어의 기능이었으며 점점 더 많은 현대 프로그래밍 언어가 익명 함수를 지원한다.

## 같이 보기
- 일급 함수